# Leorin Lochs
Als Leorin Lochs werden zwei nebeneinanderliegende Seen auf der schottischen Hebrideninsel Islay bezeichnet. Sie liegen im Süden der Insel etwa 1,5 Kilometer östlich des Weilers Leorin.

## Beschreibung
Der östlicher gelegene See liegt auf einer Höhe von 108 Metern. Er weist eine maximale Länge von 480 Metern bei einer maximalen Breite von 180 Metern auf. An seinem Nordufer mündet ein aus Loch Laoim abfließender unbenannter Bach ein. Der See weist eine Fläche von sechs Hektar bei einem Volumen von rund 0,28 Mio. Kubikmetern und einer mittleren Tiefe von 5,0 Metern auf. Sein Umfang beträgt rund einen Kilometer.
Vom Südostufer fließt ein rund 280 Meter langer Bach ab, der vor der Mündung in den westlicher gelegenen See sechs Höhenmeter verliert. Der See weist eine maximale Länge von 410 Metern bei einer maximalen Breite von 260 Metern auf. Er weist eine Fläche von ebenfalls sechs Hektar auf und besitzt ein vergleichbares Volumen, mittlere Tiefe und Umfang. Das Einzugsgebiet der Leorin Lochs umfasst 182 Hektar und erstreckt sich im Wesentlichen nach Nordosten. Es setzt sich im Wesentlichen aus Heideland (71 %) und Moorland (19 %) zusammen, während Grundwasser rund 7 % des Zuflusses ausmacht. Vom Nordwestufer fließt der Camag nan Abhainn bezeichnete Oberlauf des Leorin River ab. Der Leorin wird sich fünf Kilometer westlich mit dem Bach Abhainn Airigh Bhaile-Chaluim zum Kintra River vereinen wird, der schließlich bei Kintra in die Laggan Bay entwässert.